# David Ige

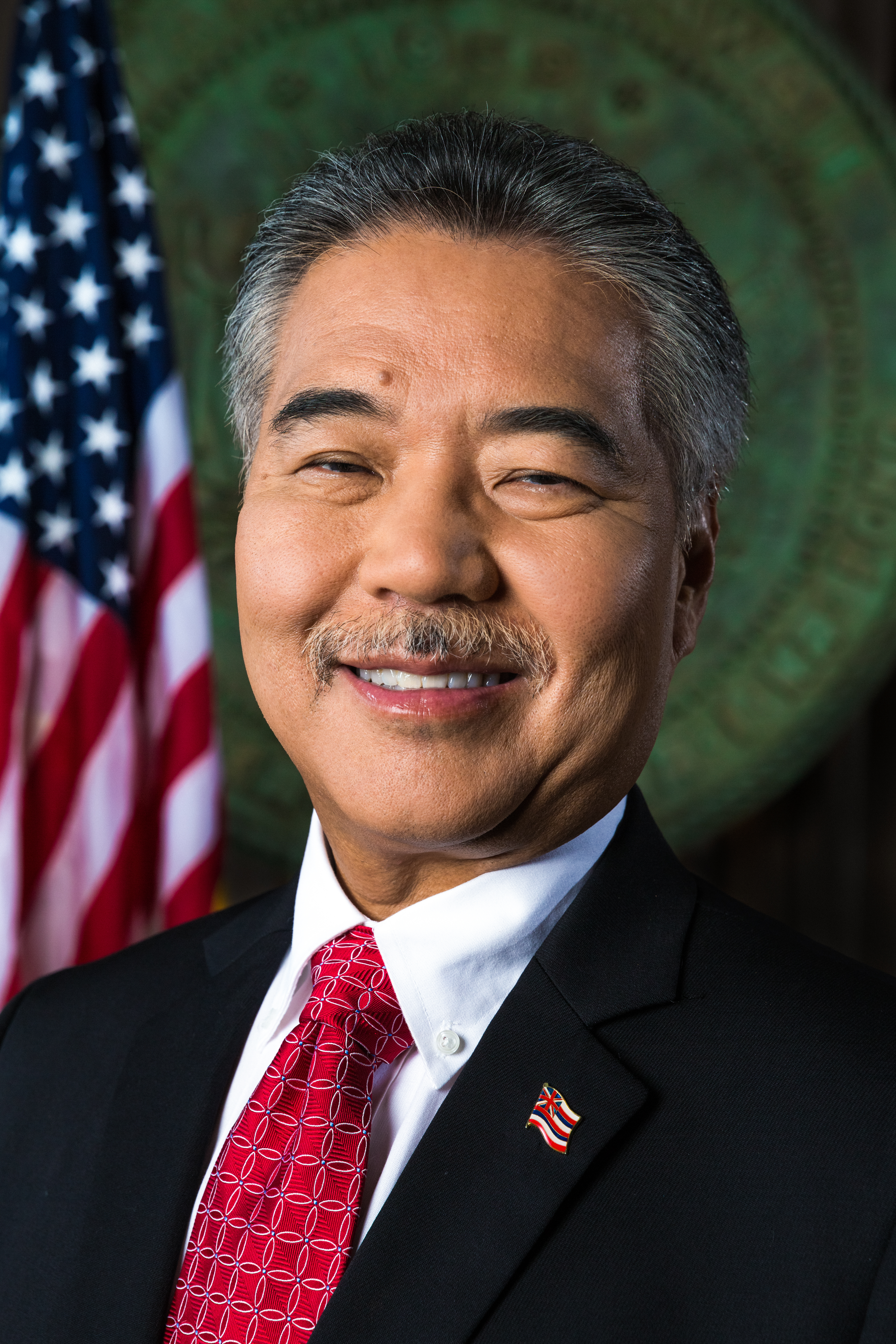
David Ige (2014)

David Yutaka Ige (* 15. Januar 1957 in Pearl City, Hawaii-Territorium) ist ein US-amerikanischer Politiker der Demokratischen Partei. Er bekleidete von Dezember 2014 bis Dezember 2022 das Amt des Gouverneurs des Bundesstaats Hawaii. Zuvor gehörte Ige beiden Kammern der bundesstaatlichen Legislative an.

## Früherer Werdegang
David Ige wurde als fünfter von sechs Söhnen von Tokio und Tsurue Ige in Pearl City auf Oʻahu geboren. Sein Vater war Arbeiter, der nach dem Zweiten Weltkrieg als Stahlarbeiter auf Baustellen seinen Lebensunterhalt verdient hatte. Tsurue Ige war Krankenschwester von Beruf.
David Ige absolvierte die Pearl City High School, wo er in der Tennis-Mannschaft sportlich tätig war. Auch engagierte er sich im Schülerbeirat und wurde zum Klassensprecher gewählt. 1975 ging er an die University of Hawaii, an der er zunächst seinen Bachelor, 1985 den Master in Elektrotechnik erwarb. Seit diesem Zeitpunkt war Ige als Projektmanager im Bereich Telekommunikation tätig.
Seine politische Karriere begann 1985, als ihn der damals amtierende Gouverneur George Ariyoshi vorschlug, den frei gewordenen Sitz von Arnold Morgado im Repräsentantenhaus von Hawaii zu besetzen, der sich um einen Sitz im Stadtrat von Honolulu beworben hatte. Ige diente 10 Jahre lang, bis 1995 als Abgeordneter. Danach zog er in den Senat von Hawaii ein, dem er bis zu seiner Wahl zum Gouverneur im November 2014 angehörte.

## Kandidatur als Gouverneur 2014
Im Juli 2013 kündigte Ige seine Kandidatur zum Gouverneur an. Zunächst wurden ihm nur wenige Chancen eingeräumt, da er sich bei den parteiinternen Vorwahlen im August 2014 zunächst dem Amtsinhaber Neil Abercrombie gegenübersah. Jedoch gelang es ihm, überraschend deutlich den unpopulären Gouverneur mit 67 Prozent der Stimmen zu besiegen. Sein Triumph über Abercrombie war in den ganzen USA von hoher medialer Aufmerksamkeit begleitet, da amtierende Gouverneure regelfalls ohne Probleme wieder aufgestellt werden. Damit wurde er zum Kandidaten seiner Partei nominiert. Bei der eigentlichen Wahl am 4. November 2014 trat er dann gegen den ehemaligen Vizegouverneur James Aiona von den Republikanern sowie den parteilosen Mufi Hannemann an und konnte sich mit 49 Prozent der Stimmen durchsetzen. Für Aiona sprachen sich 37 Prozent der Wähler aus, auf Hannemann entfielen knapp zwölf Prozent. Zu seinem Running Mate wählte Ige den amtierenden Vizegouverneur Shan Tsutsui, der schon seit 2012 als Abercrombies Stellvertreter amtierte.

## Gouverneur von Hawaii
Nach seinem Wahlsieg wurde Ige am 1. Dezember 2014 im Rahmen einer feierlichen Zeremonie zum Gouverneur vereidigt. Er kann sich in beiden Kammern der bundesstaatlichen Legislative auf eine Mehrheit seiner Partei stützen.
Ige spricht sich für weitgehende Maßnahmen gegen den Klimawandel aus. Auch als Gouverneur machte er dieses Thema zu einem zentralen Element seiner Politik. Am 9. Juni 2015 unterzeichnete er ein Gesetz, das einen Umstieg Hawaiis auf 100 Prozent erneuerbare Energien bis zum Jahr 2040 vorsieht. Zuvor hatte man sich bis zu diesem Jahr das Ziel von 70 Prozent erneuerbarer Energien gesetzt.
Nach zwei Amtszeiten durfte Ige nicht erneut für das Amt des Gouverneurs kandidieren. Bei der im November 2022 durchgeführten Wahl wurde sein bisheriger Vizegouverneur Josh Green zu seinem Nachfolger gewählt, der am 5. Dezember 2022 den Amtseid ablegte.

## Privates
David Ige hat mit seiner Frau Dawn Amano-Ige drei Kinder. Er ist Buddhist.